# 군사 능력

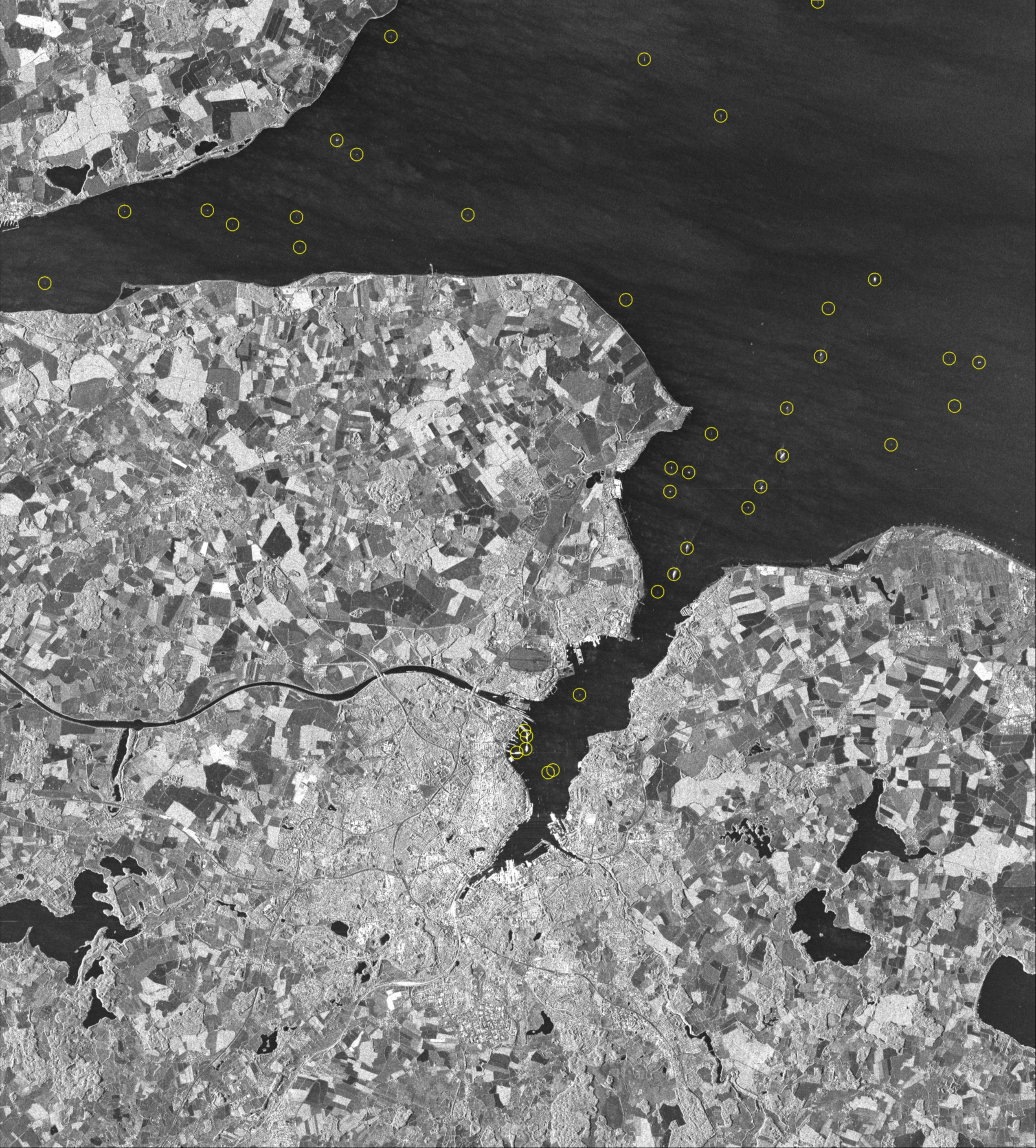
정찰위성의 SAR 합성개구레이더로 촬영한 위성 사진, 악천후에도 구름이 껴도 밤낮으로 감시를 할 수 있다.

군사 능력은 쿼드 (국제 회의) 회원국인 호주군에 의해서 "특정 운영 환경에서 원하는 효과를 달성 할 수 있는 능력"으로 정의된다. 군사 능력은 일반적으로 전투 작전에 사용되는 기술의 유형, 양 및 정교함, 국가 안보 위협의 심각도를 나타내지만 종종 낮음, 중간 및 높음으로 지칭된다. 군사력을 유지하는 것은 현대화가 요구되는 군사 기술에 의존하고 있으며, 특히 유럽에서 중세시대 이후 군비 경쟁으로 인해 도입한 것에서 시작하는 것이 일반적이다. 총기 전쟁 이후 열병기 시대에서 포병 등 화력전에서 본격적으로 유행했다.

## 개요
유럽 연합(EU)에서는 다음 과 같은 세 가지 주요 영역에 초점을 맞춘 역량 이사회에서 역량 개발에 접근했다.
- IAP : 정보 수집 및 처리- 지식
- GEM : 지침, 에너지 및 재료- 참여
- ESM : 환경, 시스템 및 모델링- 기동

미래의 군사 능력은 실험 분석과 기존 능력 성능 테스트를 기반으로 개발되며, 미래 능력 결정은 가능한 다양한 미래 시나리오의 도전을 해결할 수 있는 군대를 기반으로 한다. 이는 미래의 위협에 대한 예측 가능성 부족, 국방 정책의 변화, 대응 옵션의 범위와 정부가 미래의 국방 정책에서 원하는 효과로 인해 달성하기 어려운 과제이다.
예상되는 군사 능력과 인도 가능한 군사 능력의 차이를 군사 능력 격차라고 부르지 만, 동일한 용어가 잠재적 인 미래 교 전자들의 능력을 비교하는데도 사용되기도 한다.
대부분의 국제 관계 연구 및 국방 분석에서는 군사력이 국가의 국방 예산, 군대 또는 국내 총생산 (GDP)의 규모로 측정되는 물질적 자원의 직접적인 산물이라고 가정한다. 그러나 점점 더 많은 연구에서 특정 비 물질적 요인이 국가의 자원을 전투력으로 전환하는 능력에 상당한 영향을 미친다고 주장한다.

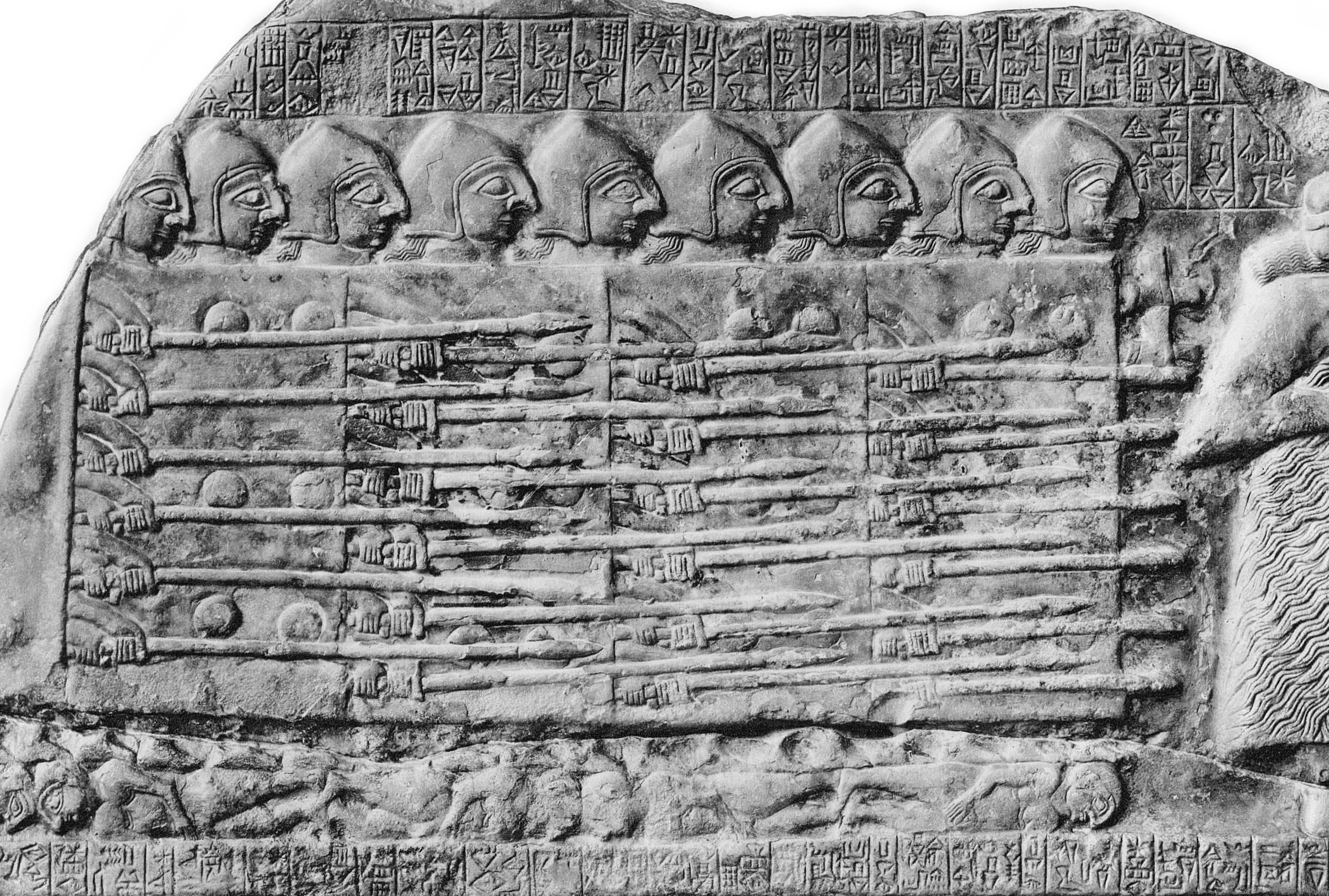
팔랑크스(전열보병)는 인류 역사상 존재했던 기초적인 군사 교리였다.

### 군사 교리 트렌드
나폴레옹은 포병 장교 출신이며 포병을 적극 전장에 활용한 것으로도 유명하나, 사단 제대 개념을 만든 것으로도 유명하다. 현대에도 육군사관학교에서는 기본 전술로 더 많은 병력으로 주변에서 적을 에워싸는 것을 가장 상책으로서 군사 교리로 가르치고 있다. 고대 그리스의 마케도니아에서 사용된 밀집 장창 보병대부터 나폴레옹 전쟁 시대때까지 전열보병은 서양 전장과 장교들의 작전 과학에서 지배적인 권위를 갖고 있었다. 작전 과학을 발전시키기 위한 장교들의 노력의 결과, 나폴레옹 시대에는 전열 보병, 전열함들이 줄을 잇던 시대였고, 유럽 대륙에서 벌어진 전쟁으로 빠르게 발전했다. 미국 남북 전쟁이 발발할 당시에도, 북부 군대는 나폴레옹이 만들어 놓거나 나폴레옹 시대의 군사 교리와 전술에서 벗어나질 못한 사상을 가진 장교들이 많았다. 그나마 그 사상도 그 당시에도 북미 대륙에서 가장 엘리트이자, 최신 군사교육였다. 남북 전쟁에서는 대포와 기관총등 열병기의 비약적인 발명에 의해, 많은 신무기들이 등장했고, 시대에 뒤처진 구시대적인 전술 미국인들은 수십만이 넘는 희생을 치렀다. 반세기가 넘는 시간이 지난, 1차 세계대전의 유럽도 마찬가지의 이유로 1,000만명이 넘는 인명손실이라는 희생을 치렀고, 2차 세계대전의 일본도 반자이 돌격, 자살 공격같은 희생을 치뤘던 것도 우연이 아니었다. 세계 3대 경제권은 북미, 유럽, 일본 모두 큰 희생을 치러서 군사 교리가 바뀔 수 있었다. 1차 세계대전에서 교훈을 얻은 프랑스는 독일이 다시 침입하는 것을 막기 위해 마지노 선에 막대한 화력을 가진 대포와 장기간을 버틸 보급품을 쌓아두어, 화력 논리를 따라 거대한 방어선을 구축했고, 또한 많은 예산을 투자햬야 했다. 그러나 제2차 세계 대전이 발발할 때, 독일군은 프랑스 육군보다 전차 보유량이 적었음에도, 전차 부대를 십분활용하여, 벨기에를 경유하여 마지노선을 쓸모없게 만들었다. 전차의 달리는 특성을 활용했다. 구데리안, 만슈타인같은 전격전 이론의 리더들이 전쟁 트렌드를 기동전으로 바꾸어 놓았고, 전쟁 속도를 빠르게 바꿨다. 노르망디 상륙 이후, 미국의 조지 S. 패튼 장군 역시, '참호는 멍청한 자의 추모비"라는 대사를 남기며, 전차는 달려야 의미가 있는 장비임을 강조하는등 군사 교리에 많은 영향을 주어 구데리안, 만슈타인 사상의 맥을 이어 나갔다. 그러나 세계 1위 군사강국인 미국도 베트남 전쟁에서 우월한 화력과 기동성을 가진 최신 장비들로도 게릴라전과 유격전을 감당할 수 없던 한계도 보였다. 그러나 베트남 철수로부터 불과 십 수 년이 지난, 걸프 전쟁이 발발했을 당시에는 미국은 압도적인 정보 능력으로 이길 수 있었다. GPS 위성이 미사일을 유도해주어 장거리 떨어진 이라크 수도의 전력시설을 타격하게 해주었고, F-15 전투기에 들어가는 반도체 장비와 레이더가 육안으로 볼 수 없는 수십km 떨어진 적의 위치를 정확히 탐지해내고 타격할 수 있게 해주었다. 정밀한 반도체와 레이더같은 컴퓨터 장비의 힘이 전장을 지배하게 됐다. 이때부터는 정밀 타격 개념이 확립됐고 정보 자산 트렌드로 바뀐다. 그러나 소련 해체 후, 냉전이 종식됐고 경제추격을 하던 일본을 플라자 합의로 따돌린 뒤인 2000년대 미국은 독주체제를 가졌었지만 금세 테러와의 전쟁으로 많은 국력을 소진하고, 중국의 G2 성장으로 패권 도전을 받는 형국이 됐으며, 세계 경찰 지위에서 먼로주의로 회귀하려는 트럼프 대통령의 정책적인 움직임등 세계 패러다임의 방향이 지역별로 다양한 강자가 군림하는 다극체제로 가고 있다. 따라서 미국은 여전히 세계 전장을 지배하기 위해 CEC(합동교전능력)이나 Network Centric Warfare(NCW), C4I 전술 네트워크 같은 전장을 바꾸는 노력을 꾸준히 투자해왔다. 걸프 전쟁도 슈퍼 컴퓨터로 처리가 힘든 작전였고, 복잡한 수학 계산과 작전 과학이 요구됐던 전장였으나 점차, 정밀 무기의 발전, 컴퓨터 기술과 통신 기술의 진일보로 인하여, 네트워크 트렌드로 바뀌는 양상이다.
- 병력 Trend : 고대 전쟁 ~ 나폴레옹 전쟁
- 화력 Trend : 미국 남북 전쟁, 제1차 세계 대전
- 기동 Trend : 제2차 세계 대전
- 정보 Trend : 걸프 전쟁~현대
- 네트워크 Trend : 현대

## 역사
2020년, 한미연합사령관이 전작권 전환 내년까지 어렵다고 발언했다. 한국군에게 전작권을 돌려줄만한 검증이 안돼 있는 수준이며 내년에 다시 해야한다고 밝힌 것이다. 한미동맹 간의 온도차이도 있었다. 전작권 전환을 위해선 한국군이 전작권을 돌려받아도 북한으로부터 한반도를 지킬 수 있는지 검증이 필요하다. 그 군사 능력에 대한 검증이 있어야 전작권 전환의 조건이 충족된다.

## 분류

### 정보 수집 및 정찰 전략 자산
정찰위성은 핵심 정찰자산이다. SAR 합성개구레이더를 사용하는 위성은 빛이 반사되는 것으로 사진을 촬영하듯이, 전파를 발사하여 반사되는 레이더 전파를 사진으로 만들어 카메라와 논리가 유사하다. 따라서, 전파는 수증기를 통과하기 때문에, 구름이 끼거나 악천후이거나 밤에도 지표면을 정밀하게 사진 촬영하거나 실시간 감시하는 것이 가능하다. 전투기에도 있으며, 멀티롤 작전기들이 쓰고 있고, 중화인민공화국의 JF-17 Block III가 탑재하는 KLJ-7A 레이더도 SAR 레이더로 지상 맵핑해서 지표면의 지형을 촬영하는 기능을 갖고 있고, 대한민국이 운용하는 F-15K의 AN/APG-63(v)1 레이더도 이러한 기능을 갖고 있어, 185km 거리의 자동차 표적을 볼 수 있다. 정찰 위성의 경우, 영국과 프랑스등의 G7국가는 30cm 크기 수준의 해상도를 갖고 있어, 자동차 번호판도 읽을 수 있다. 미국은 10cm 크기 수준의 해상도를 가진 정찰위성도 갖고 있다.
한국은 RQ-4 글로벌 호크 단가 2,000억원 정도에 4기를 도입해 운용중이나, 2기가 고장나서 작전 불능 상태이고 군은 동류 전환을 하는 것을 고려하고 있다.

### 군사제약
2차 세계대전을 일으킨 추축국에 속하는 국가이거나, 군사 쿠데타로 정권을 획득한 것과 이해관계가 있는 독재정부였거나 특정한 사유가 있는 국가는 군사적으로 제약이 걸려 있다.  북대서양 조약 기구도 한국처럼 전시에는 작전통제권을 미국에게 넘긴다. 단, 한국과 달리 병력을 얼마까지 미국에게 넘길지 자국 스스로 선택할 선택권리가 있다.
1차 세계대전이 끝난 뒤, 베르사유 조약으로 인해 독일군은 공군 및 공군 항공기 보유 금지, 보병 10만명 이하 제한, 전함 보유 금지, 전함 함포 구경등의 제약이 생겼다.
| 국가                  | NATO가입 유럽                      | 일본                                | 대한민국                       | 미국 | 러시아 | 중국 |
| --------------------- | ---------------------------------- | ----------------------------------- | ------------------------------ | ---- | ------ | ---- |
| 전시 작전통제권       | 미국에 넘김(선택적)                | 일본                                | 미국(전부 넘김)                | 미국 | 러시아 | 중국 |
| 핵 보유               | 영국, 프랑스O                      | 미일 협약으로 제한                  | 한미 협정으로 제한             | O    | O      | O    |
| 지대지 미사일 보유    | O                                  | △지대지만 제외한 지상타격 수단 가능 | O                              | O    | O      | O    |
| 미사일 사거리 제한    | X                                  | X                                   | 군사용에 한해800km 이하로 제한 | X    | X      | X    |
| 핵탄두 재료(플루토늄) | 영국, 프랑스 각 30,000발 분량 비축 |                                     | 한미 협정으로 제한             | O    | O      | O    |

### 군사능력
세계 학자들이 약속하는 강대국은 G7국가와 선진국은 아니나, 국력이 강대한  중국,  러시아까지로 보고 있다. 세계 군사력 순위 4위권인 중국 인민해방군은 국공내전때 실전 경력을 쌓은 군대며, 항미원조부터 베트남의 전장에서도 싸웠다. 90년대까지는 경제 사정으로 장비가 열악했으나 개혁개방으로 G2가 된 시점에서는 세계적인 군사대국의 열에 올랐다.

#### 해군력
해군력은 중요한 외교력이다. 국제법상, 군함 위는 그 나라의 영토로 취급되며, 군함은 포함외교때도, 지금도 중요한 외교력임과 동시에 국제사회에서의 지위를 확인할 수 있는 척도로도 많이 쓰인다. 1차 대전이 끝난 뒤인, 워싱턴 군축 회의에서도  미국 :  영국 :  일본 함대 총톤수를 5:5:3으로 맞추자고 했을 때도,  프랑스,  이탈리아는 1.33였다. 러일 전쟁과 그레이트 게임이 끝난 시점에서, 영일 동맹, 미일 동맹으로 세계 3대 해양세력인  미국 :  영국 :  일본이 세계 정세의 주역였던 시대 배경을 반영해주고 있다. 그러나 두차례의 세계대전 시대까지는 군함의 무게와 크기가 해군력의 척도였으나, 현대에 이르러서는 군사 교리의 전환으로 성능높고 신뢰높은 슈퍼 컴퓨터와 레이더로 무장한 작전능력을 가진 여부가 군함의 성능을 나타낸다. 도시와 함대를 적의 미사일로부터 방어하는 요격 미사일같은 능력을 가진 방공구축함이 함대총톤수의 역할을 대체한다.
| 해군력(1)   | 미국            | 일본          | 러시아        | 영국          | 프랑스    | 중국        | 인도        | 이탈리아    |                        |
| ----------- | --------------- | ------------- | ------------- | ------------- | --------- | ----------- | ----------- | ----------- | ---------------------- |
| 해군력(1)   | 방공구축함 80척 | 40척          | 17척          | 20척          | 14척      | 42척        | 16척        | 8척         |                        |
| 해군력(2)   | 미국            | 일본          | 중국          | 프랑스        | 영국      | 러시아      | 인도        | 이탈리아    |                        |
| 해군력(2)   | 항공모함 13척   | 2척           | 2척           | 1척           | 1척       | 1척         | 1척         | 1척         |                        |
| 명목 GDP    | 미국            | 중국          | 일본          | 독일          | 인도      | 프랑스      | 영국        | 이탈리아    | 브라질                 |
| 명목 GDP    | 21조7,710억$    | 14조8,850억$  | 5조2,460억$   | 3조9,050억$   | 3조220억$ | 2조8,250억$ | 2조7,370억$ | 1조9,910억$ | 1조8,760억$            |
| 핵보유      | 미국            | 중국          | 러시아        | 영국          | 프랑스    | 인도        | 파키스탄    | 이스라엘    | 조선민주주의인민공화국 |
| 핵보유      | 7000기          | 280기         | 7000기        | 150기         | 280기     | 100기       | 80기        | 80기        | 35기                   |
| 유엔 안보리 | 미국            | 중국          | 러시아        | 영국          | 프랑스    |             |             |             |                        |
| 유엔 안보리 | 상임이사국      |               |               |               |           |             |             |             |                        |
| GPS 보유    | 미국            | 중국          | 러시아        | 유럽          | 일본      | 인도        |             |             |                        |
| GPS 보유    | GPS 34기        | 베이더우 34기 | 글로나스 24기 | 갈릴레오 30기 | QZSS 7기  | IRNSS 4기   |             |             |                        |

## 같이 보기
- 군사사
- 강대국
- 지소미아